# خاندان سووا
خاندان سووا (به ژاپنی: 諏訪氏, Suwa-shi) یا خاندان میوا یکی از خاندان‌های ژاپنی در ولایت شینانو بود. این خاندان از ناحیه سووا، ناگانو که دریاچه سووا را در بر می‌گیرد، نشات گرفته بود.